# Lijst van voetbalinterlands België - Canada (vrouwen)
Deze lijst van voetbalinterlands is een overzicht van alle officiële voetbalinterlands tussen de nationale vrouwenteams van België en Canada. De landen hebben tot nu toe één keer tegen elkaar gespeeld.

## Wedstrijden
| № | Plaats                     | Datum        | Competitie  | Wedstrijd       | Uitslag |
| - | -------------------------- | ------------ | ----------- | --------------- | ------- |
| 1 | Vila Real de Santo António | 4 maart 2016 | Algarve Cup | Canada − België | 1 − 0   |

## Samenvatting
| Competitie  | Totaal gespeeld | Winst België | Gelijk | Winst Canada | Doelsaldo België – Canada |
| ----------- | --------------- | ------------ | ------ | ------------ | ------------------------- |
| Algarve Cup | 1               | 0            | 0      | 1            | 0 − 1                     |
| Totaal      | 1               | 0            | 0      | 1            | 0 − 1                     |